# Миневі
Миневі (Lotidae) — родина риб ряду тріскоподібні.

## Поширення
Ареал великий, включає західний і східний Сибір на схід від річки Кари до Берингової протоки, оз. Байкал, арктичне узбережжя Аляски на схід до р. Макензі; берінговоморское узбережжі Азії (на південь до затоки Корфа) і Аляски; деякі річки північно-східній частині Охотського моря (Затока Шеліхова); тихоокеанське узбережжя Аляски.

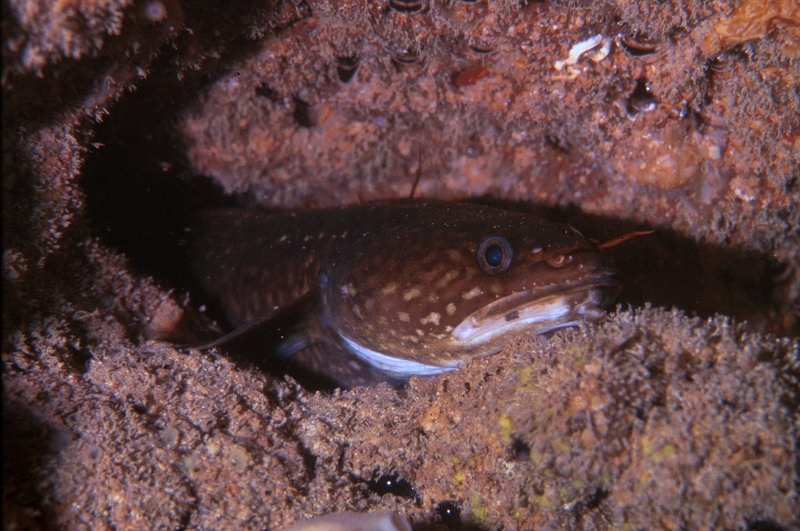
Минь середземноморський (Gaidropsarus mediterraneus)